# Austrian Football Division Ladies
La Austrian Football Division Ladies (AFDL) è il campionato nazionale austriaco di football americano femminile.

## Squadre
| Luogo               | Nome della squadra | Titoli vinti aggiornato: 2009 |
| ------------------- | ------------------ | ----------------------------- |
| Graz                | Black Widows       | 2000-2002                     |
| Budapest (Ungheria) | Wolves Ladies      | -                             |
| Vienna              | Vikings Ladies     | 2003-2014                     |
| Mödling             | Rangers Roughnecks | -                             |

- È previsto il prossimo ingresso nel campionato delle Raiders Ladies di Innsbruck.

## Albo d'oro
| Anno | Squadra vincitrice    | Risultato della finale | Finalista sconfitta     |
| ---- | --------------------- | ---------------------- | ----------------------- |
| 2000 | Graz Black Widows     | 36 - 24                | Vienna Vikings Mermaids |
| 2001 | Graz Black Widows     | 53 - 20                | Vienna Vikings Mermaids |
| 2002 | Graz Black Widows     | 34 - 13                | Vienna Vikings Ladies   |
| 2003 | Vienna Vikings Ladies | 43 - 0                 | Graz Black Widows       |
| 2004 | Vienna Vikings Ladies | 70 - 0                 | Rangers Roughnecks      |
| 2005 | Vienna Vikings Ladies | 73 - 0                 | Graz Black Widows       |
| 2006 | Vienna Vikings Ladies | 31 - 7                 | Graz Black Widows       |
| 2007 | Vienna Vikings Ladies | 31 - 6                 | Graz Black Widows       |
| 2008 | Vienna Vikings Ladies | 26 - 6                 | Graz Black Widows       |
| 2009 | Vienna Vikings Ladies | 70 - 50                | Budapest Wolves Ladies  |
| 2010 | Vienna Vikings Ladies | 40 - 24                | Graz Black Widows       |
| 2011 | Vienna Vikings Ladies | 27 - 12                | Budapest Wolves Ladies  |
| 2012 | Vienna Vikings Ladies | 55 - 0                 | Budapest Wolves Ladies  |
| 2013 | Vienna Vikings Ladies | 50 - 0                 | Danube Dragons          |
| 2014 | Vienna Vikings Ladies | 25 - 0                 | Danube Dragons          |
| 2015 | Vienna Vikings Ladies | 26 - 14                | Danube Dragons          |